# Paramitha Rusady
Paramitha Chandra Devy Rusady, född 11 augusti 1966 i Makassar, är en indonesisk skådespelerska och sångerska.

## Filmografi
- 2000 – Lebih Asyik Sama kamu
- 1991 – Catatan si Boy 5
- 1991 – Pesta
- 1990 – Blok M
- 1990 – Catatan si Boy 3
- 1989 – Makelar Kodok
- 1986 – Di Dadaku Ada Cinta
- 1985 – Merpati Tak Pernah Ingkar Janji

## Diskografi
- Kisah Buku Harianku
- Soundtrack Merpati Tak Pernah Ingkar Janji
- Soundtrack Sinetron Berikan Aku Cinta
- Nona Manis (Tiga Dara-Paramitha, Silvana Herman, Ita Purnamasari)
- Kidung (3 Bidadari-Mitha, Desy Ratnasari, och Yuni Shara)
- Tanpa Dirimu
- Hanya Cinta (Tiga Dara-Paramitha, Silvana Herman, Ita Purnamasari)
- Jangan Ada Air Mata
- Soundtrack Janjiku
- Soundtrack Karmila